# Спорт у Франції
Спорт у Франції має важливу роль для країни.

## Футбол
Футбол є найпопулярнішим видом спорту в країні. Станом на 2010 рік у Франції було 2 107 924 ліцензованих гравців . 
Особливістю популярності футболу у Франції є його етнічна та регіональна зосередженість - футбол є спортом номер один серед численних груп емігрантів та користується великою популярністю на Півночі країни.
Ліга 1 — французька професійна ліга для футбольних клубів. Вона є вищим дивізіоном французької системи футбольної ліги. Змагання проводяться серед 20 команд, по закінчення сезону найгірші три команди переводяться до слабшого змагання — Ліги 2. Найуспішніші клуби за всю історію, «Сент-Етьєн» і «Олімпік», виграли десять чемпіонських титулів.
Друге за значимістю змагання — кубок Франції. Переможець кубка грає з чемпіоном країни, змагаючись за Суперкубок.
Лише один французький клуб вигравав Лігу чемпіонів — «Марсель» 1993 року.

## Регбі
Регбі не надто поступається футболу в популярності, але має певні регіональні особливості. За винятком столиці, основні французькі регбійні клуби базуються в Тулузі та передмістях, у французькій Північній Країні Басків, Північній Каталонії, Гасконі.
Загальне число зареєстрованих гравців 313 877, клубів — 1 781.
Ще однією характерною особливістю регбі є те, що воно має популярність переважно серед корінних мешканців країни — на відміну від футболу, де на перших позиціях емігранти.
Франція має найсильніший клубний чемпіонат у північній півкулі, найвищий дивізіон якого — ТОП-14 — серед найпрестижніших регбійних ліг світу. Французькі команди є фінансово найпотужнішими, а чемпіонат користується шаленою підтримкою з боку вболівальників, а найпринциповіші ігри нерідко проводяться на стадіонах із значною місткістю — для вміщення всіх охочих. Гру французьких клубів підсилюють чимало провідних гравців збірних інших країн. Другий дивізіон — Про-Д2 складається з іще 16 професійних клубів. Також у системі першості виступають ще 370 напівпрофесійних клубів у трьох федеральних дивізіонах: Федераль-1 (48), Федераль-2 (96) та Федераль-3 (226). Решта понад 1 000 клубів, переважно аматорських, виступають у системі регіональних першостей, здобуваючи право на підвищення до федерального статусу.
Збірна щорічно бере участь у Турнірі шести націй, де є однією з найуспішніших команд. З 1987 року кожних чотири роки збірна грає на чемпіонаті світу з регбі, де тричі ставала віце-чемпіоном. Франція приймала чемпіонат світу 2007 року.

## Фехтування
Фехтування є досить поширеним і давнім видом спорту у Франції. 9 листопада 1913 року в Парижі представники національних федерацій Бельгії, Великої Британії, Італії, Німеччини, Нідерландів, Норвегії, Угорщини, Франції, Швейцарії та чеського фехтувального клубу «Ригель» оголосили про створення Міжнародної федерації фехтування (МФФ). На Літній Олімпіаді 1924 року в столиці Франції вперше було проведено змагання серед жінок.
У цей час фехтування є найуспішнішим видом спорту для Франції на Олімпійських іграх: воно принесло країні в сумі 115 медалей (41 золоту, 40 срібних і 34 бронзові).

## Автоспорт
У Франції проводяться щорічні перегони на льоду в кінці кожного року. Змагання називається Трофей Андро (фр. Trophée Andros).

## Гандбол
Станом на 2010 рік у країні було 411 271 ліцензованих гандболістів . Зараз збірна Франції є чемпіоном світу та чемпіоном Європи.
Жіноча збірна перемогла на чемпіонаті світу 2003 року.

## Баскетбол
У сезоні 2010/2011 12 французьких баскетболістів грали в НБА в США та Канаді.
Найбільшим досягненням чоловічої збірної є срібні медалі на чемпіонатах Європи 1949 та 2011 років, на чемпіонатах світу команда не займала навіть третього місця. Жіноча збірна досягла більших успіхів: третє місце на чемпіонаті світу та дві перемоги на чемпіонатах Європи.

## Велосипедні гонки
Країна щорічно проводить Тур де Франс — змагання з велоперегонів. За 97-річну історію змагань двадцять один французький велогонщик перемагав на змаганні.

## Вітрильний спорт
Раз на чотири роки проходять перегони «Вандей Глоб» (фр. Vendée Globe, укр. Глобус Вандея). Учасники поодинці стартують з французького узбережжя Атлантики та пропливають навколо Землі зі сходу на захід.

## Петанк
Петанк поширений на півдні країни. На півночі ж його, усупереч МОК, не визнають спортом.

## Паркур
Французи є засновниками паркуру — мистецтва переміщення й подолання перешкод.

## Кікер
Кікер дуже поширений у Франції. Французи є одними з найкращих гравців у кікер у всьому світі.

## Спортивне орієнтування
Спортивне орієнтування є досить поширеним видом спорту в країні, який регулюється Французькою федерацією зі спортивного орієнтування.

## Хокей
Хокей є популярним видом спорту у Франції, особливо в регіоні Рона-Альпи та містах Руан, Ам'єн і Тур. Керує хокеєм Французька хокейна федерація. Основним змаганням у країні є Ліга Магнус. Збірна Франції входить до двадцятки найсильніших за рейтингом ІІХФ .